# Élections législatives de 2012 dans les Alpes-Maritimes
Les élections législatives françaises de 2012 se déroulent les 10 et 17 juin 2012. Dans le département des Alpes-Maritimes, neuf députés sont à élire dans le cadre de neuf circonscriptions, soit le même nombre d'élus malgré le redécoupage territorial.

## Élus
| Circonscription | Député sortant           | Parti | Parti | Député élu ou réélu | Parti | Parti |
| --------------- | ------------------------ | ----- | ----- | ------------------- | ----- | ----- |
| 1re             | Éric Ciotti              |       | UMP   | Éric Ciotti         |       | UMP   |
| 2e              | Muriel Marland-Militello |       | UMP   | Charles Ange Ginésy |       | UMP   |
| 3e              | Rudy Salles              |       | NC    | Rudy Salles         |       | NC    |
| 4e              | Jean-Claude Guibal       |       | UMP   | Jean-Claude Guibal  |       | UMP   |
| 5e              | Christian Estrosi        |       | UMP   | Christian Estrosi   |       | UMP   |
| 6e              | Lionnel Luca             |       | UMP   | Lionnel Luca        |       | UMP   |
| 7e              | Michel Rossi             |       | UMP   | Jean Leonetti       |       | UMP   |
| 8e              | Bernard Brochand         |       | UMP   | Bernard Brochand    |       | UMP   |
| 9e              | Michèle Tabarot          |       | UMP   | Michèle Tabarot     |       | UMP   |

## Impact du redécoupage territorial
- Première circonscription
- Deuxième circonscription
- Troisième circonscription
- Quatrième circonscription
- Cinquième circonscription
- Sixième circonscription
- Septième circonscription
- Huitième circonscription
- Neuvième circonscription

- Première circonscription
- Deuxième circonscription
- Troisième circonscription
- Quatrième circonscription
- Cinquième circonscription
- Sixième circonscription
- Septième circonscription
- Huitième circonscription
- Neuvième circonscription

L'ancienne 2e circonscription (Nice) disparaît, mais est recréée entre les anciennes 5e, 6e et 9e. Toutes les circonscriptions subissent des changements. Les cantons composant l'ancienne 2e vont à la 1re circonscription (pour Nice IV) et à la 3e (pour Nice V, VI et VII), laquelle perd Nice VII au profit de la 1re et Nice X au profit de la 5e ; cette dernière donne le canton de Contes à la 4e, et les cantons de Guillaumes, Puget-Théniers, Roquesteron et Villars-sur-Var à la (nouvelle) 2e, qui prend également les cantons de Grasse Nord, Saint-Auban et Saint-Vallier-de-Thiey à la 9e, et ceux de Carros, Coursegoules et Vence à la 6e. On note enfin qu'une partie du canton de Vallauris-Antibes-Ouest passe de la 7e, 8e circonscription.

## Résultats

### Analyse
L'Union pour un mouvement populaire confirme son ancrage dans le département le plus sarkozyste de France. À l'issue du premier tour, deux députés UMP sont réélus : Lionnel Luca dans la 6e circonscription et Jean Leonetti (membre du Parti radical  et de l'UMP) dans la 7e circonscription. Dans les autres circonscriptions, le second tour donne lieu à trois duels UMP contre PS (1re, 5e, 9e), deux duels UMP contre FN (4e et 8e), un duel NC contre PS (3e), et un duel UMP contre EELV (2e). Le candidat UMP ou NC est arrivé en tête dans chacune des circonscriptions au premier tour.
Lors du second tour, l'UMP et son allié du Nouveau Centre remportent à nouveau la totalité des sièges, comme aux élections législatives de 2002 et de 2007.

### Résultats à l'échelle du département
À partir des étiquettes attribuées par le ministère de l'Intérieur à chaque candidat, il est possible de dresser un tableau des résultats obtenus par chaque parti politique ou tendance au niveau départemental. 
| Partis                | Partis                              | Premier tour | Premier tour | Second tour | Second tour | Sièges |
| Partis                | Partis                              | Voix         | %            | Voix        | %           | Sièges |
| --------------------- | ----------------------------------- | ------------ | ------------ | ----------- | ----------- | ------ |
|                       | Union pour un mouvement populaire   | 163 477      | 39,13        | 145 076     | 50,91       | 8      |
|                       | Nouveau centre                      | 17 420       | 4,17         | 25 060      | 8,79        | 1      |
|                       | Divers droite dont DLR              | 7 978        | 1,91         |             |             | 0      |
|                       | Droite parlementaire                | 188 875      | 45,21        | 170 136     | 59,70       | 9      |
|                       |                                     |              |              |             |             |        |
|                       | Parti socialiste                    | 67 822       | 16,23        | 65 611      | 23,02       | 0      |
|                       | Europe Écologie Les Verts           | 22 799       | 5,46         | 20 880      | 7,33        | 0      |
|                       | Divers gauche dont MRC              | 10 769       | 2,58         |             |             | 0      |
|                       | Parti radical de gauche             | 5 417        | 1,30         | 0           |             |        |
|                       | Majorité présidentielle             | 106 807      | 25,56        | 86 491      | 30,35       | 0      |
|                       |                                     |              |              |             |             |        |
|                       | Front national                      | 77 283       | 18,50        | 28 352      | 9,95        | 0      |
|                       | Front de gauche                     | 20 163       | 4,83         |             |             | 0      |
|                       | Extrême droite dont UDN             | 9 043        | 2,16         | 0           |             |        |
|                       | Divers écologiste dont MHAN et AÉI  | 8 981        | 2,15         | 0           |             |        |
|                       | Extrême gauche dont LO, POI et SÉGA | 4 055        | 0,97         | 0           |             |        |
|                       | Mouvement démocrate                 | 2 131        | 0,51         | 0           |             |        |
|                       | Divers                              | 357          | 0,09         | 0           |             |        |
|                       | Régionaliste                        | 82           | 0,02         | 0           |             |        |
|                       |                                     |              |              |             |             |        |
| Inscrits              | Inscrits                            | 746 046      | 100,00       | 580 229     | 100,00      | 9      |
| Abstentions           | Abstentions                         | 322 966      | 43,29        | 279 525     | 48,17       |        |
| Votants               | Votants                             | 423 080      | 56,71        | 300 704     | 51,83       |        |
| Blancs et nuls        | Blancs et nuls                      | 5 303        | 1,25         | 15 725      | 5,23        |        |
| Exprimés              | Exprimés                            | 417 777      | 98,75        | 284 979     | 94,77       |        |
| Source : Data.gouv.fr |                                     |              |              |             |             |        |

### Résultats par circonscription

#### Première circonscription (Nice-Centre)
| Candidat       | Candidat                  | Parti                                | Premier tour | Premier tour | Second tour | Second tour |  |
| Candidat       | Candidat                  | Parti                                | Voix         | %            | Voix        | %           |  |
| -------------- | ------------------------- | ------------------------------------ | ------------ | ------------ | ----------- | ----------- |  |
|                | Éric Ciotti sortant réélu | UMP                                  | 19 971       | 43,89        | 25 473      | 60,73       |  |
|                | Patrick Allemand          | PS (EÉLV)                            | 13 048       | 28,68        | 16 473      | 39,27       |  |
|                | Jacques Peyrat            | ER (UPN, FN, NR, RPF, URP)           | 7 351        | 16,16        |             |             |  |
|                | Robert Injey              | FG (PCF)                             | 2 083        | 4,58         |             |             |  |
|                | Christian Razeau          | CpF (MoDem)                          | 649          | 1,43         |             |             |  |
|                | Pierre Argentieri         | PDF                                  | 503          | 1,11         |             |             |  |
|                | Maryse Ullmann            | MHAN                                 | 498          | 1,09         |             |             |  |
|                | Jean-Marc Governatori     | AÉI                                  | 324          | 0,71         |             |             |  |
|                | Loïc Fortuit              | SÉGA-NPA (GA, ALT)                   | 303          | 0,67         |             |             |  |
|                | Jean-Paul Belhadi         | DLR                                  | 239          | 0,53         |             |             |  |
|                | Michel Cotta              | Extrême droite (Ligue Républicaine)  | 214          | 0,47         |             |             |  |
|                | Christophe Ricerchi       | COM                                  | 135          | 0,30         |             |             |  |
|                | Agnès Benkemoun           | LO                                   | 86           | 0,19         |             |             |  |
|                | Alix Horsch-Filippi       | FC (PO)                              | 82           | 0,18         |             |             |  |
|                | Jean-Pierre Gastaud       | Divers (Valeurs et idées citoyennes) | 16           | 0,04         |             |             |  |
|                |                           |                                      |              |              |             |             |  |
| Inscrits       | Inscrits                  | Inscrits                             | 82 287       | 100,00       | 82 287      | 100,00      |  |
| Abstentions    | Abstentions               | Abstentions                          | 36 276       | 44,08        | 38 973      | 47,36       |  |
| Votants        | Votants                   | Votants                              | 46 011       | 55,92        | 43 314      | 52,64       |  |
| Blancs et nuls | Blancs et nuls            | Blancs et nuls                       | 509          | 1,11         | 1 368       | 3,16        |  |
| Exprimés       | Exprimés                  | Exprimés                             | 45 502       | 98,89        | 41 946      | 96,84       |  |

#### Deuxième circonscription (Vence)
| Candidat       | Candidat                | Parti          | Premier tour | Premier tour | Second tour | Second tour |  |
| Candidat       | Candidat                | Parti          | Voix         | %            | Voix        | %           |  |
| -------------- | ----------------------- | -------------- | ------------ | ------------ | ----------- | ----------- |  |
|                | Charles Ange Ginésy élu | UMP (NC)       | 17 197       | 35,78        | 23 822      | 53,29       |  |
|                | André Aschieri          | EÉLV (PS)      | 13 802       | 28,72        | 20 880      | 46,71       |  |
|                | Jean-Marc Degioanni     | RBM (FN)       | 10 123       | 21,06        |             |             |  |
|                | Fabrice Lachenmaier     | PRG            | 3 385        | 7,04         |             |             |  |
|                | Frédérique Cattaert     | FG (PCF)       | 1 974        | 4,11         |             |             |  |
|                | Patrice Miran           | AÉI            | 654          | 1,36         |             |             |  |
|                | Brigitte Reynard        | MHAN           | 601          | 1,25         |             |             |  |
|                | Michelle Paulus         | COM            | 182          | 0,38         |             |             |  |
|                | Alain Bouilleaux        | LO             | 146          | 0,30         |             |             |  |
|                |                         |                |              |              |             |             |  |
| Inscrits       | Inscrits                | Inscrits       | 82 406       | 100,00       | 82 396      | 100,00      |  |
| Abstentions    | Abstentions             | Abstentions    | 33 776       | 40,99        | 36 287      | 44,04       |  |
| Votants        | Votants                 | Votants        | 48 630       | 59,01        | 46 109      | 55,96       |  |
| Blancs et nuls | Blancs et nuls          | Blancs et nuls | 566          | 1,16         | 1 407       | 3,05        |  |
| Exprimés       | Exprimés                | Exprimés       | 48 064       | 98,84        | 44 702      | 96,95       |  |

#### Troisième circonscription (Nice-Nord)
| Candidat       | Candidat                  | Parti                                 | Premier tour | Premier tour | Second tour | Second tour |  |
| Candidat       | Candidat                  | Parti                                 | Voix         | %            | Voix        | %           |  |
| -------------- | ------------------------- | ------------------------------------- | ------------ | ------------ | ----------- | ----------- |  |
|                | Rudy Salles sortant réélu | NC (UMP)                              | 17 420       | 36,80        | 25 060      | 58,73       |  |
|                | Christine Doréjo          | PS (EÉLV)                             | 10 891       | 23,01        | 17 611      | 41,27       |  |
|                | Gaël Nofri                | RBM (SIEL)                            | 10 770       | 22,75        |             |             |  |
|                | Roselyne Grac             | FG (PG) (PCF)                         | 2 370        | 5,01         |             |             |  |
|                | Jean-Christophe Picard    | PRG                                   | 2 032        | 4,29         |             |             |  |
|                | Marouane Bouloudhnine     | CpF (MoDem)                           | 833          | 1,76         |             |             |  |
|                | Marie-José Vallade        | MHAN                                  | 558          | 1,18         |             |             |  |
|                | Bruno Della Sudda         | SÉGA-ALT (NPA, GA, PO, ROC)           | 518          | 1,09         |             |             |  |
|                | Marie-Édith Cattet        | PDF                                   | 387          | 0,82         |             |             |  |
|                | Delphine Delétang         | AÉI                                   | 337          | 0,71         |             |             |  |
|                | Sylvain Maillot           | Pirate                                | 248          | 0,52         |             |             |  |
|                | Didier Burdin             | DLR                                   | 234          | 0,49         |             |             |  |
|                | Patrick Monica            | PCD (CNIP, MPF)                       | 218          | 0,46         |             |             |  |
|                | Laurent Bacino            | COM                                   | 167          | 0,35         |             |             |  |
|                | Denis Roos                | Divers droite (Terroirs Nice Vallées) | 143          | 0,30         |             |             |  |
|                | Igor Kurek                | RPF                                   | 125          | 0,26         |             |             |  |
|                | Marie-José Pereira        | LO                                    | 81           | 0,17         |             |             |  |
|                |                           |                                       |              |              |             |             |  |
| Inscrits       | Inscrits                  | Inscrits                              | 87 373       | 100,00       | 87 373      | 100,00      |  |
| Abstentions    | Abstentions               | Abstentions                           | 39 480       | 45,19        | 42 916      | 49,12       |  |
| Votants        | Votants                   | Votants                               | 47 893       | 54,81        | 44 457      | 50,88       |  |
| Blancs et nuls | Blancs et nuls            | Blancs et nuls                        | 561          | 1,17         | 1 786       | 4,02        |  |
| Exprimés       | Exprimés                  | Exprimés                              | 47 332       | 98,83        | 42 671      | 95,98       |  |

#### Quatrième circonscription (Menton)
| Candidat       | Candidat                         | Parti                                                      | Premier tour | Premier tour | Second tour | Second tour |  |
| Candidat       | Candidat                         | Parti                                                      | Voix         | %            | Voix        | %           |  |
| -------------- | -------------------------------- | ---------------------------------------------------------- | ------------ | ------------ | ----------- | ----------- |  |
|                | Jean-Claude Guibal sortant réélu | UMP                                                        | 15 763       | 32,70        | 20 467      | 55,22       |  |
|                | Lydia Schénardi                  | RBM (FN)                                                   | 11 039       | 22,90        | 16 595      | 44,78       |  |
|                | Pascale Gérard                   | PS (PRG, EÉLV, MRC)                                        | 9 541        | 19,79        |             |             |  |
|                | Francis Tujague                  | FG (PCF) (Divers gauche)                                   | 4 905        | 10,18        |             |             |  |
|                | Stéphane Cherki                  | diss. UMP                                                  | 4 642        | 9,63         |             |             |  |
|                | Thierry Giorgio                  | DLR                                                        | 713          | 1,48         |             |             |  |
|                | Jean-Philippe Secordel-Martin    | MHAN                                                       | 609          | 1,26         |             |             |  |
|                | Lucien Bella                     | AÉI                                                        | 505          | 1,05         |             |             |  |
|                | Nicolas Zahar                    | Divers droite (Union de la Droite Nationale et Catholique) | 361          | 0,75         |             |             |  |
|                | Joseph Markiel                   | LO                                                         | 127          | 0,26         |             |             |  |
|                |                                  |                                                            |              |              |             |             |  |
| Inscrits       | Inscrits                         | Inscrits                                                   | 84 882       | 100,00       | 84 882      | 100,00      |  |
| Abstentions    | Abstentions                      | Abstentions                                                | 36 006       | 42,42        | 42 675      | 50,28       |  |
| Votants        | Votants                          | Votants                                                    | 48 876       | 57,58        | 42 207      | 49,72       |  |
| Blancs et nuls | Blancs et nuls                   | Blancs et nuls                                             | 671          | 1,37         | 5 145       | 12,19       |  |
| Exprimés       | Exprimés                         | Exprimés                                                   | 48 205       | 98,63        | 37 062      | 87,81       |  |

#### Cinquième circonscription (Nice-Montagne)
| Candidat       | Candidat                        | Parti                             | Premier tour | Premier tour | Second tour | Second tour |  |
| Candidat       | Candidat                        | Parti                             | Voix         | %            | Voix        | %           |  |
| -------------- | ------------------------------- | --------------------------------- | ------------ | ------------ | ----------- | ----------- |  |
|                | Christian Estrosi sortant réélu | UMP                               | 21 814       | 44,23        | 28 019      | 63,41       |  |
|                | Paul Cuturello                  | PS (EÉLV)                         | 12 419       | 25,18        | 16 168      | 36,59       |  |
|                | Danielle Cardin                 | RBM (FN)                          | 10 559       | 21,41        |             |             |  |
|                | Emmanuelle Gaziello             | FG (PCF) (PG)                     | 1 944        | 3,94         |             |             |  |
|                | Gildas Dupré                    | CpF (MoDem)                       | 649          | 1,32         |             |             |  |
|                | Brigitte Ballouard              | MHAN                              | 615          | 1,25         |             |             |  |
|                | Florence Ciaravola              | SÉGA-ALT (NPA, GA, FASE, PO, ROC) | 475          | 0,96         |             |             |  |
|                | Axel Hvidsten                   | AÉI                               | 333          | 0,68         |             |             |  |
|                | Anthony Mitrano                 | DLR                               | 307          | 0,62         |             |             |  |
|                | Jean-Pierre Pisoni              | COM                               | 132          | 0,27         |             |             |  |
|                | Jean-Marie Alexandre            | LO                                | 74           | 0,15         |             |             |  |
|                |                                 |                                   |              |              |             |             |  |
| Inscrits       | Inscrits                        | Inscrits                          | 85 420       | 100,00       | 85 420      | 100,00      |  |
| Abstentions    | Abstentions                     | Abstentions                       | 35 495       | 41,55        | 39 301      | 46,01       |  |
| Votants        | Votants                         | Votants                           | 49 925       | 58,45        | 46 119      | 53,99       |  |
| Blancs et nuls | Blancs et nuls                  | Blancs et nuls                    | 604          | 1,21         | 1 932       | 4,19        |  |
| Exprimés       | Exprimés                        | Exprimés                          | 49 321       | 98,79        | 44 187      | 95,81       |  |

#### Sixième circonscription (Cagnes-sur-Mer)
|                | Lionnel Luca sortant réélu | UMP            | 21 841 | 51,44  |  |  |  |
|                | Sylvie Gautier             | PS (EÉLV)      | 9 461  | 22,28  |  |  |  |
|                | Hubert de Mesmay           | RBM (FN)       | 8 536  | 20,10  |  |  |  |
|                | Philippe Gandin            | FG (GU) (PCF)  | 1 461  | 3,44   |  |  |  |
|                | Oonagh Weldon              | AÉI            | 787    | 1,85   |  |  |  |
|                | Jean-Louis Paulus          | COM            | 195    | 0,46   |  |  |  |
|                | Danièle Bartoli            | LO             | 94     | 0,22   |  |  |  |
|                | Paul Favale                | POI            | 86     | 0,20   |  |  |  |
|                |                            |                |        |        |  |  |  |
| Inscrits       | Inscrits                   | Inscrits       | 76 095 | 100,00 |  |  |  |
| Abstentions    | Abstentions                | Abstentions    | 33 002 | 43,37  |  |  |  |
| Votants        | Votants                    | Votants        | 43 093 | 56,63  |  |  |  |
| Blancs et nuls | Blancs et nuls             | Blancs et nuls | 632    | 1,47   |  |  |  |
| Exprimés       | Exprimés                   | Exprimés       | 42 461 | 98,53  |  |  |  |

#### Septième circonscription (Antibes)
|                | Jean Leonetti sortant réélu | PRV, (UMP)                    | 25 912 | 51,10  |  |  |  |
|                | Éric Martin                 | MRC, (PS, PRG, EÉLV)          | 10 769 | 21,24  |  |  |  |
|                | Mathilde Viot               | RBM (FN)                      | 8 567  | 16,89  |  |  |  |
|                | Cécile Dumas                | FG (PCF) (Divers gauche)      | 2 344  | 4,62   |  |  |  |
|                | Maurice Gillard             | AÉI                           | 1 105  | 2,18   |  |  |  |
|                | Philippe Carenzo            | SÉGA-NPA (ALT, GA, FASE, ROC) | 803    | 1,58   |  |  |  |
|                | Jean-Claude Frappa          | PDF (UDN)                     | 588    | 1,16   |  |  |  |
|                | Jean-Bruno Tondini          | DLR                           | 443    | 0,87   |  |  |  |
|                | Christian Petard            | LO                            | 177    | 0,35   |  |  |  |
|                |                             |                               |        |        |  |  |  |
| Inscrits       | Inscrits                    | Inscrits                      | 89 711 | 100,00 |  |  |  |
| Abstentions    | Abstentions                 | Abstentions                   | 38 397 | 42,8   |  |  |  |
| Votants        | Votants                     | Votants                       | 51 314 | 57,2   |  |  |  |
| Blancs et nuls | Blancs et nuls              | Blancs et nuls                | 606    | 1,18   |  |  |  |
| Exprimés       | Exprimés                    | Exprimés                      | 50 708 | 98,82  |  |  |  |

#### Huitième circonscription (Cannes)
| Candidat       | Candidat                       | Parti          | Premier tour | Premier tour | Second tour | Second tour |  |
| Candidat       | Candidat                       | Parti          | Voix         | %            | Voix        | %           |  |
| -------------- | ------------------------------ | -------------- | ------------ | ------------ | ----------- | ----------- |  |
|                | Bernard Brochand sortant réélu | UMP            | 20 350       | 47,78        | 22 951      | 66,13       |  |
|                | Adrien Grosjean                | RBM (FN)       | 10 096       | 23,71        | 11 757      | 33,87       |  |
|                | Élisabeth Deborde              | EÉLV (PS)      | 8 997        | 21,13        |             |             |  |
|                | Sylvie Rolly                   | FG (PCF) (PG)  | 1 344        | 3,16         |             |             |  |
|                | Serge Gardien                  | MHAN           | 711          | 1,67         |             |             |  |
|                | Marlène Poirier                | DLR            | 553          | 1,30         |             |             |  |
|                | Jean-Pierre Villon             | AÉI            | 383          | 0,90         |             |             |  |
|                | Liliane Pecout                 | LO             | 154          | 0,36         |             |             |  |
|                |                                |                |              |              |             |             |  |
| Inscrits       | Inscrits                       | Inscrits       | 80 580       | 100,00       | 80 580      | 100,00      |  |
| Abstentions    | Abstentions                    | Abstentions    | 37 275       | 46,26        | 42 755      | 53,06       |  |
| Votants        | Votants                        | Votants        | 43 305       | 53,74        | 37 825      | 46,94       |  |
| Blancs et nuls | Blancs et nuls                 | Blancs et nuls | 717          | 1,66         | 3 117       | 8,24        |  |
| Exprimés       | Exprimés                       | Exprimés       | 42 588       | 98,34        | 34 708      | 91,76       |  |

#### Neuvième circonscription (Grasse)
| Candidat       | Candidat                        | Parti          | Premier tour | Premier tour | Second tour | Second tour |  |
| Candidat       | Candidat                        | Parti          | Voix         | %            | Voix        | %           |  |
| -------------- | ------------------------------- | -------------- | ------------ | ------------ | ----------- | ----------- |  |
|                | Michèle Tabarot sortante réélue | UMP            | 20 629       | 47,32        | 24 344      | 61,32       |  |
|                | Marie-Louise Gourdon            | PS (EÉLV)      | 12 462       | 28,59        | 15 359      | 38,68       |  |
|                | Marlène Orfila                  | RBM (FN)       | 7 593        | 17,42        |             |             |  |
|                | Pierre Bernasconi               | FG (PCF)       | 1 738        | 3,99         |             |             |  |
|                | Pascal Ducreux                  | MHAN           | 614          | 1,41         |             |             |  |
|                | Haydée Muller                   | AÉI            | 347          | 0,80         |             |             |  |
|                | Robert Giardina                 | LO             | 120          | 0,28         |             |             |  |
|                | Laurent de Vargas               | AR             | 93           | 0,21         |             |             |  |
|                |                                 |                |              |              |             |             |  |
| Inscrits       | Inscrits                        | Inscrits       | 77 292       | 100,00       | 77 291      | 100,00      |  |
| Abstentions    | Abstentions                     | Abstentions    | 33 259       | 43,03        | 36 618      | 47,38       |  |
| Votants        | Votants                         | Votants        | 44 033       | 56,97        | 40 673      | 52,62       |  |
| Blancs et nuls | Blancs et nuls                  | Blancs et nuls | 437          | 0,99         | 970         | 2,38        |  |
| Exprimés       | Exprimés                        | Exprimés       | 43 596       | 99,01        | 39 703      | 97,62       |  |